# Realismo jurídico
Realismo jurídico (legal realism) é um conjunto de correntes doutrinárias da filosofia do direito que entendem o sistema jurídico como fato, distanciando-se da metafísica e de visões mais idealistas sobre o direito. Geralmente, seus teóricos costumam entender a decisão judicial (que seria um ato de vontade política) como a verdadeira forma de determinação do direito. Suas principais versões se desenvolveram nos Estados Unidos e nos países escandinavos com formulações teóricas diferentes, mas também ganharam espaço em outros países.
Ao se dizer que o realismo lida com os fatos, que o objeto para os realistas é o fato, não se refere ao fato cotidiano, nem o fato social. O fato que vai ser a referência para o realismo é a decisão judicial, pois, para esse conjunto de correntes doutrinárias, o direito é aquilo que os tribunais fazem e não o que se espera que ele faça ou o que as fontes do direito indiquem que ele faça.

## Realismo jurídico nos Estados Unidos
Nos Estados Unidos, o realismo jurídico começou a ser bastante discutido na primeira metade do século XX, passando a centralizar o estudo do direito na atuação do juiz, considerando o direito aplicado concretamente – e não a moral, a justiça ou as normas jurídicas – o objeto central de pesquisa do jurista. Dessa forma, para poder compreender o direito, bastaria compreender como o juiz pensa e decide: "direito é o que o juiz diz que é".

### Principais autores
Os autores mais destacados na teoria realista são Karl N. Llewellyn, Jerome Frank e Felix S. Cohen, tendo Oliver Wendell Holmes como um de seus mais importantes precursores. Outros autores que também podem ser mencionados são Joseph W. Bingham, William Orville Douglas, Thurmond W. Arnold, William Fisher, Lon Fuller, Anthony Sebok, dentre outros.

### Principais argumentos
O realismo jurídico norte-americano entende que a ciência do direito deve se ocupar de duas grandes questões: o que o juiz decide em determinado caso, e o que ele irá decidir em uma situação sobre a qual ele ainda não se pronunciou?
Como definiu o realista Jerome Frank, “o direito, então, relacionado a qualquer situação fática, ou é (a) direito presente, i.e., uma decisão específica do passado, observada em relação àquela situação, ou é (b) direito provável, i.e., uma adivinhação em relação a uma decisão futura específica”.
Em outras palavras, os realistas entendem que o direito é fruto de decisões judiciais, e a ciência do direito deve se ocupar tanto em analisar decisões judiciais anteriores quanto em prever como certas questões serão decididas – tanto quanto possível, já que para o realismo o direito é fruto exclusivo da mente de juízes, e por isso, é dotado de elevado grau de incerteza.
Desta breve descrição do realismo, percebe-se que esta corrente não se preocupa com a norma jurídica como base para a definição de direito. Para o realismo, a regra jurídica assume seu sentido apenas e tão somente no momento em que ela é interpretada pelo juiz, sendo este, então, o agente criador do direito. A norma é apenas uma referência a partir da qual o juiz, em face de um caso concreto, irá dizer o que é o direito. Resta ao jurista apenas analisar seu comportamento, e da melhor maneira possível tentar prever sua decisão. 
O dever ser, para os realistas, é indiferente. O direito é feito de ser, de fatos concretos e de decisões, e especulações a respeito de como determinado caso deveria ser julgado são inúteis. A hierarquia normativa e a lógica jurídica, desta forma, são insignificantes para o jurista, face ao necessário estudo das decisões judiciais.
Vale lembrar que esta teoria foi desenvolvida nos Estados Unidos, onde o sistema jurídico é de common law, a constituição é rígida e principiológica e o juízes são eleitos. Tal sistema de common law dá ênfase, portanto, às decisões judiciais como formadoras de leading cases (precedentes), em vez de leis codificadas (civil law). Logo, pela tradição americana, portanto, é de se entender o surgimento de um realismo jurídico moldado àquelas condições, um realismo norte-americano, como uma corrente doutrinária que preza as decisões judiciais acima de quaisquer fatores que possam definir o direito.
Se, por um lado, o realismo jurídico rejeita a definição de direito pela norma jurídica (positivismo jurídico), também a rejeita pela moral (moralismo jurídico). Com efeito, o realismo jurídico não nega que decisões judiciais podem possuir uma carga de idealismo e moral por parte dos juízes; porém, esta corrente entende que a justiça e a moral não são fatores determinantes da definição do direito. Em outras palavras: para o realismo, o fato de determinada decisão estar carregada ou não de elementos morais é indiferente, e o jurista que realiza uma crítica moral a uma decisão está fugindo do estudo jurídico, que deve se ater apenas a uma análise empírica das decisões jurídicas.
O realismo jurídico pode ser sintetizado pela frase de Karl N. Llewellyn, de 1930: “Aquilo que os operadores do direito fazem em relação aos conflitos é, na minha opinião, o próprio direito”.

### Críticas
Existem diversas críticas ao realismo jurídico norte-americano. Uma delas é que o realismo jurídico falha por desconsiderar a análise das normas jurídicas. Segundo estes críticos, se o realismo jurídico fosse seguido à risca, o juiz teria liberdade para decidir como entendesse melhor, sem necessariamente se ater às regras do ordenamento jurídico, que não teriam significado algum. Esta visão do direito, assim, seria demasiadamente extremista e, paradoxalmente, estaria fora da realidade dos juristas e aplicadores do direito, que nunca deixariam de analisar o que diz a norma jurídica. 
Ora, conforme a crítica de H. L. A. Hart (representante do positivismo jurídico), a própria existência de um tribunal pressupõe a existência de normas que outorgam jurisdição a este tribunal. Se as normas não fossem relevantes, a própria autoridade do tribunal deixaria de existir. Por outro lado, as leis não podem ser consideradas apenas instrumentos de previsão do que poderá ser decidido; elas são padrões jurídicos de conduta aceitos por toda a sociedade, inclusive pelos magistrados. 
Ronald Dworkin (representante do moralismo jurídico) também critica o realismo, dizendo que este, ao se ater apenas àquilo que foi ou provavelmente será decidido pelos juízes, deixa de fazer uma análise crítica sobre o que deveria ser decidido por estes juízes. Segundo estes críticos, esta teoria do direito acabaria por ficar fora da realidade, pois os juristas invariavelmente analisam criticamente decisões judiciais acerca de sua justiça e moralidade.

## Realismo jurídico escandinavo
Outra versão é o realismo jurídico escandinavo, que se desenvolveu principalmente na Suécia. Diferenciando-se da versão norte-americana, este realismo pode ser visto como uma corrente doutrinária voltada ao estudo de conceitos jurídicos fundamentais, bem como do conjunto de comportamentos e posturas emocionais dos destinatários do direito. Fundada por Axel Hägerström (1868–1939), a "Escola de Uppsala" - como também ficou conhecida - foi desenvolvida por Karl Olivecrona (1897-1980), Alf Ross (1899-1979) e Anders Vilhelm Lundstedt (1882-1955).
De maneira geral, o realismo jurídico escandinavo preocupou-se principalmente em denunciar um conjunto de ficções, fantasias e metafísica que costumam ser utilizadas no estudo do direito. Em vez de ver o "direito como magia ou misticismo", era preciso enxergar como a "máquina jurídica" realmente funciona.
Para Olivrecrona, por exemplo, a obrigatoriedade do direito é produto da fantasia, superstições e crenças. Essa "força obrigatória do direito" não é um fato, pois não tem lugar "no mundo real, o mundo do tempo e do espaço" e seria apenas uma ideia da mente humana.
Alf Ross foi um dos principais críticos do realismo jurídico norte-americano, mas também criticou o positivismo jurídico. Ao adotar um tom conciliatório, entre as duas correntes, propôs que o conceito de validade jurídica dependeria do que é efetivamente concretizado pelo juiz, mas também admitia que existem regras pré-definidas que vinculam o juiz. Em outras palavras, seria impossível afirmar que todo o sistema jurídico é apenas o que é afirmado pelos juízes em suas tomadas de decisões, pois existem algumas regras (como, por exemplo, as regras de competência) que definem as condições mínimas para permitir que a decisão seja proferida.

## Realismo jurídico em outros países
Na França, Michel Troper tem desenvolvido uma "teoria realista da interpretação" que consiste não apenas em definir a interpretação como ato de vontade do juiz, mas também como elemento central da teoria do direito. Nesse sentido, interpretação jurídica se confunde com a própria aplicação no caso concreto e só passa a existir direito quando ele é interpretado/aplicado.
Também costuma ser apontado o jurista polaco Leon Petrazycki como possível fundador de um realismo jurídico polaco-russo. No entanto, sua forma de ver o direito se aproxima mais de uma visão sociológica, aproximando-se de Eugen Ehrlich e do pluralismo jurídico.
No Brasil, a "Escola do Recife" foi uma das primeiras reações em defesa de um "positivismo sociológico" ou mesmo de um realismo jurídico que afastava a metafísica e o direito natural. Atualmente, tem se investigado principalmente uma concepção retórica através do pensamento de João Maurício Adeodato que reduz o direito a relatos linguísticos intersubjetivos ("relatos vencedores") e condena uma visão ontológica do direito.

## Diferenciação entre o realismo jurídico, o juspositivismo e o jusmoralismo
Como já dito, o realismo, a princípio, faz um contraponto tanto ao positivismo jurídico quanto ao jusmoralismo. O realismo, assim, não se confundiria com o positivismo jurídico porque considera indiferente a análise de normas jurídicas para a definição do que é direito; e também contrasta com o jusmoralismo na medida em que não considera a moral e a justiça como fatores indispensáveis na definição do que é direito.
Porém, diversos doutrinadores – a exemplo de Carl J. Friedrich e Dimitri Dimoulis  - entendem que, apesar de o realismo buscar um afastamento da doutrina positivista, acaba tendo pontos em comum que o tornam uma vertente desta corrente. Isto porque, assim como no positivismo jurídico, o realismo nega a existência de elementos morais e políticos no conceito de direito; ademais, ambos têm em comum o fato de que o direito se baseia no poder – para o positivismo jurídico, este poder se manifesta pelas normas jurídicas emanadas de uma autoridade; e para o realismo, pelas decisões judiciais emanadas pelo magistrado. 